# Краматорськ (футбольний клуб)
Футбо́льний клуб «Краматорськ» — український футбольний клуб з міста Краматорська Донецької області. Грає в першій лізі чемпіонату України з футболу. Домашній стадіон — «Прапор».
Колишні назви: Команда заводу імені Орджонікідзе, «Авангард», «Блюмінг», «Донбаскрафт».

## Історія

### Зародження
З ініціативи службовців заводу Краматорського металургійного Товариства в 1912 році Харківський губернатор дозволив заснувати Краматорське спортивне Товариство. Метою Товариства був розвиток спорту в заводському селищі і, в тому числі, футбольної команди. Голова КСВ Карл Вюрфель став ініціатором заснування в 1913 році Футбол-ліги Донбасу. Команда КСВ розглядалася фахівцями як найперспективніша в Донбасі. Їй пророкували і перемогу в розіграші Кубка I Футбол-ліги Донбасу, який стартував 28 квітня (11 травня) 1913 року. Ось цю зустріч можна назвати першим офіційним матчем в історії Донбасу.
До і після 1917 року завод КМО (після встановлення більшовицької влади — завод КГММЗ) був у селищі Краматорське містоутворюючим підприємством і був єдиним заводом, який міг утримувати футбольну команду. Заводська футбольна команда СКМЗ (так називався машинобудівний завод, виділений зі складу КГММЗ у 1934) існувала всі наступні роки, брала участь у багатьох футбольних змаганнях і була правонаступницею та найстарішою командою Краматорська, який влітку 1932 року був віднесений до категорії міст.

### «Авангард»
У 1936 році в Краматорську був побудований найбільший у Донбасі стадіон, який отримав назву «Прапор». На ньому тренувалася футбольна команда СКМЗ, яка у 1936 році виграла чемпіонат України серед робочих команд в 1-й групі. У 1937 році команди СКМЗ стала носити назву «Авангард» та взяла участь у чемпіонаті СРСР як чемпіон України. У 1939 році команда завоювала кубок Україні. Команда в 1936 році посіла 1 місце по Україні серед робочих команд, і в 1937, 1938, 1961 роках дійшла до 1/16 фіналу Кубка СРСР, а у 1939 році — до 1/8 фіналу Кубка СРСР. Регулярно брала участь у Чемпіонаті СРСР (1946, 1948, 1949, 1960—1970) і кубку СРСР (1937—1939,1949,1961-1966 / 1967). Сучасний «Авангард» офіційно був зареєстрований в 1955 році.

Емблема ФК «Авангард» (2010)

У 2010 році почалося відродження команди під керівництвом президента клубу Олександра Большакова та головного тренера Євгена Смаги. Були залучені футболісти, які виступали до цього за клуби «Металург» (Запоріжжя), «Іллічівець» (Маріуполь), «Кривбас» (Кривий Ріг) та інші. У тому сезоні «Авангард» з першої спроби перервав гегемонію «Словхліба» і став чемпіоном Донецької області.
У 2011 році головним тренером призначено Сергія Шевченка, команда виступала у Другій лізі України.
У сезоні 2012/13 клуб почав виступати в Першій лізі України. За підсумками дебютного сезону у першості України команда посіла 7 місце.
Навесні 2014 року «Авангард» був змушений знятися зі змагань через війну на Донбасі.
Повернення футбольного клубу в професіональний футбол відбулося 22 липня 2015 року, коли «Авангард» знову вийшов на поле, зігравши матч з «Полтавою» на домашньому стадіоні в 1/32 розіграшу Кубка України з футболу.

## Досягнення
Україна
Друга ліга чемпіонату України:
 Бронзовий призер: 2011/12.
Чемпіонат Донецької області:
 Чемпіон: 1996, 2010.
УРСР
Чемпіонат УРСР:
 Чемпіон: 1936 (осінь).
 Срібний призер: 1947.
 Бронзовий призер: 1940.
Кубок УРСР:
 Володар: 1939.

## Статистика виступів
| Сезон   | Чемпіонат України                                 | Чемпіонат України                                 | Чемпіонат України                                 | Чемпіонат України                                 | Чемпіонат України                                 | Чемпіонат України                                 | Чемпіонат України                                 | Чемпіонат України                                 | Кубок України                                     | Кубок України                                     | Кубок України                                     | Кубок України                                     | Кубок України                                     | Кубок України                                     | Кубок України                                     | Примітка                                          |
| Сезон   | Ліга                                              | Місце                                             | Ігри                                              | В                                                 | Н                                                 | П                                                 | РМ                                                | Очки                                              | Етап                                              | Ігри                                              | В                                                 | Н                                                 | П                                                 | РМ                                                | Очки                                              | Примітка                                          |
| ------- | ------------------------------------------------- | ------------------------------------------------- | ------------------------------------------------- | ------------------------------------------------- | ------------------------------------------------- | ------------------------------------------------- | ------------------------------------------------- | ------------------------------------------------- | ------------------------------------------------- | ------------------------------------------------- | ------------------------------------------------- | ------------------------------------------------- | ------------------------------------------------- | ------------------------------------------------- | ------------------------------------------------- | ------------------------------------------------- |
| 2011/12 | Друга Група Б                                     | 2 з 14                                            | 26                                                | 19                                                | 1                                                 | 6                                                 | 41−15                                             | 58                                                | 1/64 фіналу                                       | 1                                                 | 0                                                 | 0                                                 | 1                                                 | 1−2                                               | 0                                                 | Підвищення                                        |
| 2012/13 | Перша                                             | 7 з 18                                            | 34                                                | 15                                                | 8                                                 | 11                                                | 37−26                                             | 53                                                | 1/8 фіналу                                        | 3                                                 | 1                                                 | 1                                                 | 1                                                 | 2−2                                               | 4                                                 |                                                   |
| 2013/14 | Перша                                             | 15 з 16                                           | 30                                                | 7                                                 | 10                                                | 13                                                | 23−27                                             | 31                                                | 1/8 фіналу                                        | 3                                                 | 2                                                 | 0                                                 | 1                                                 | 5−2                                               | 6                                                 |                                                   |
| 2014/15 | Членство в ПФЛ призупинене через війну на Донбасі | Членство в ПФЛ призупинене через війну на Донбасі | Членство в ПФЛ призупинене через війну на Донбасі | Членство в ПФЛ призупинене через війну на Донбасі | Членство в ПФЛ призупинене через війну на Донбасі | Членство в ПФЛ призупинене через війну на Донбасі | Членство в ПФЛ призупинене через війну на Донбасі | Членство в ПФЛ призупинене через війну на Донбасі | Членство в ПФЛ призупинене через війну на Донбасі | Членство в ПФЛ призупинене через війну на Донбасі | Членство в ПФЛ призупинене через війну на Донбасі | Членство в ПФЛ призупинене через війну на Донбасі | Членство в ПФЛ призупинене через війну на Донбасі | Членство в ПФЛ призупинене через війну на Донбасі | Членство в ПФЛ призупинене через війну на Донбасі | Членство в ПФЛ призупинене через війну на Донбасі |
| 2015/16 | Перша                                             | 13 з 16                                           | 30                                                | 8                                                 | 8                                                 | 14                                                | 29−42                                             | 32                                                | 1/16 фіналу                                       | 2                                                 | 1                                                 | 0                                                 | 1                                                 | 3−4                                               | 3                                                 |                                                   |
| 2016/17 | Перша                                             | 7 з 18                                            | 34                                                | 14                                                | 10                                                | 10                                                | 32−28                                             | 52                                                | 1/32 фіналу                                       | 1                                                 | 0                                                 | 0                                                 | 1                                                 | 0−1                                               | 0                                                 |                                                   |
| 2017/18 | Перша                                             | 6 з 18                                            | 34                                                | 15                                                | 7                                                 | 12                                                | 44−42                                             | 52                                                | 1/16 фіналу                                       | 2                                                 | 1                                                 | 0                                                 | 1                                                 | 1−2                                               | 3                                                 |                                                   |
| 2018/19 | Перша                                             | 5 з 15                                            | 28                                                | 14                                                | 6                                                 | 8                                                 | 44−26                                             | 48                                                | 1/32 фіналу                                       | 1                                                 | 0                                                 | 0                                                 | 1                                                 | 1−2                                               | 0                                                 |                                                   |
| 2019/20 | Перша                                             | 8 з 16                                            | 30                                                | 13                                                | 6                                                 | 11                                                | 37−40                                             | 45                                                | 1/32 фіналу                                       | 1                                                 | 0                                                 | 1                                                 | 0                                                 | 0−0                                               | 0                                                 |                                                   |
| 2020/21 | Перша                                             | 12 з 16                                           | 30                                                | 9                                                 | 5                                                 | 16                                                | 32−51                                             | 32                                                | 1/64 фіналу                                       | 1                                                 | 0                                                 | 1                                                 | 0                                                 | 0-0                                               | 0                                                 |                                                   |
| 2021/22 | Перша                                             | 13 з 16                                           | 18                                                | 7                                                 | 1                                                 | 10                                                | 16-24                                             | 22                                                | 1/64 фіналу                                       | 1                                                 | 0                                                 | 0                                                 | 1                                                 | 1−2                                               | 0                                                 | Знявся                                            |